# Japán a 2002. évi téli olimpiai játékokon
Japán az egyesült államokbeli Salt Lake Cityben megrendezett 2002. évi téli olimpiai játékok egyik részt vevő nemzete volt. Az országot az olimpián 14 sportágban 103 sportoló képviselte, akik összesen 2 érmet szereztek.

## Érmesek
| Érem  | Versenyző        | Sportág        | Versenyszám |
| ----- | ---------------- | -------------- | ----------- |
| Ezüst | Simizu Hirojaszu | Gyorskorcsolya | Férfi 500 m |
| Bronz | Szatoja Tae      | Síakrobatika   | Női mogul   |

## Alpesisí
Férfi
| Versenyző          | Versenyszám            | 1. futam      | 1. futam      | 2. futam | 2. futam | Összesítés    | Összesítés    |
| Versenyző          | Versenyszám            | Idő           | Hely.         | Idő      | Hely.    | Idő           | Helyezés      |
| ------------------ | ---------------------- | ------------- | ------------- | -------- | -------- | ------------- | ------------- |
| Kiminobu Kimura    | Műlesiklás             | 52,46         | 28.           | 55,97    | 19.      | 1:48,43       | 18.           |
| Kiminobu Kimura    | Óriás-műlesiklás       | 1:17,19       | 47.           | 1:14,67  | 36.      | 2:31,86       | 37.           |
| Minagava Kentaró   | Műlesiklás             | kizárták      | kizárták      | kiesett  | kiesett  | kiesett       | kiesett       |
| Szaszaki Akira     | Műlesiklás             | nem ért célba | nem ért célba | kiesett  | kiesett  | kiesett       | kiesett       |
| Szaszaki Akira     | Óriás-műlesiklás       | 1:16,11       | 44.           | 1:14,47  | 33.      | 2:30,58       | 34.           |
| Takisita Jaszujuki | Lesiklás               |               |               |          |          | 1:43,75       | 42.           |
| Takisita Jaszujuki | Szuperóriás-műlesiklás |               |               |          |          | nem ért célba | nem ért célba |

Női
| Versenyző       | Versenyszám      | 1. futam | 1. futam | 2. futam | 2. futam | Összesítés | Összesítés |
| Versenyző       | Versenyszám      | Idő      | Hely.    | Idő      | Hely.    | Idő        | Helyezés   |
| --------------- | ---------------- | -------- | -------- | -------- | -------- | ---------- | ---------- |
| Hiroi Norijo    | Műlesiklás       | 56,35    | 28.      | 55,63    | 11.      | 1:51,98    | 14.        |
| Hiroi Norijo    | Óriás-műlesiklás | 1:19,85  | 34.      | 1:18,12  | 30.      | 2:37,97    | 29.        |
| Kasivagi Kumiko | Műlesiklás       | 56,14    | 24.      | 56,27    | 15.      | 1:52,41    | 16.        |
| Kasivagi Kumiko | Óriás-műlesiklás | 1:19,90  | 36.      | 1:19,65  | 38.      | 2:39,55    | 35.        |

## Biatlon
Férfi
| Versenyző                                                  | Versenyszám           | Lövőhiba    | Időeredmény | Helyezés |
| ---------------------------------------------------------- | --------------------- | ----------- | ----------- | -------- |
| Mocsizuki Jukio                                            | 10 km sprint          | 2 (2+0)     | 28:28,5     | 69.      |
| Isza Hidenori                                              | 10 km sprint          | 2 (1+1)     | 28:03,6     | 62.      |
| Isza Hidenori                                              | 20 km egyéni          | 4 (0+1+2+1) | 56:52,8     | 44.      |
| Meguro Hironao                                             | 20 km egyéni          | 3 (1+0+0+2) | 59:29,2     | 66.      |
| Szuga Kjódzsi                                              | 10 km sprint          | 1 (0+1)     | 27:21,0     | 41.      |
| Szuga Kjódzsi                                              | 12,5 km üldözőverseny | 3 (1+1+0+1) | 36:28,8     | 35.      |
| Szuga Kjódzsi                                              | 20 km egyéni          | 2 (0+0+2+0) | 54:51,9     | 20.      |
| Meguro Hironao Isza Hidenori Szuga Kjódzsi Mocsizuki Jukio | 4 × 7,5 km váltó      | 2+14        | 1:29:04,4   | 13.      |

Női
| Versenyző                                                         | Versenyszám         | Lövőhiba    | Időeredmény | Helyezés |
| ----------------------------------------------------------------- | ------------------- | ----------- | ----------- | -------- |
| Sindó-Honma Mami                                                  | 7,5 km sprint       | 2 (2+0)     | 23:36,8     | 45.      |
| Sindó-Honma Mami                                                  | 10 km üldözőverseny | 3 (1+0+1+1) | 36:28,6     | 41.      |
| Sindó-Honma Mami                                                  | 15 km egyéni        | 8 (3+2+2+1) | 59:38,6     | 64.      |
| Szeino-Szuga Hiromi                                               | 7,5 km sprint       | 2 (1+1)     | 23:03,5     | 30.      |
| Szeino-Szuga Hiromi                                               | 10 km üldözőverseny | 1 (0+0+0+1) | 34:18,8     | 24.      |
| Szeino-Szuga Hiromi                                               | 15 km egyéni        | 3 (1+0+1+1) | 53:10,6     | 42.      |
| Tanaka Tamami                                                     | 7,5 km sprint       | 2 (2+0)     | 23:00,0     | 29.      |
| Tanaka Tamami                                                     | 10 km üldözőverseny | 2 (0+2+0+0) | 34:07,7     | 23.      |
| Tanaka Tamami                                                     | 15 km egyéni        | 4 (3+1+0+0) | 53:40,4     | 45.      |
| Takahasi Rjóko                                                    | 7,5 km sprint       | 2 (2+0)     | 22:58,3     | 28.      |
| Takahasi Rjóko                                                    | 10 km üldözőverseny | 3 (0+1+2+0) | 35:20,6     | 36.      |
| Takahasi Rjóko                                                    | 15 km egyéni        | 4 (0+1+0+3) | 54:18,0     | 50.      |
| Sindó-Honma Mami Tanaka Tamami Szeino-Szuga Hiromi Takahasi Rjóko | 4 × 7,5 km váltó    | 1+15        | 1:35:09,8   | 14.      |

## Bob
Férfi
| Versenyző                                                    | Versenyszám | 1. futam | 1. futam | 2. futam | 2. futam | 3. futam | 3. futam | 4. futam | 4. futam | Összesítés | Összesítés |
| Versenyző                                                    | Versenyszám | Idő      | Hely.    | Idő      | Hely.    | Idő      | Hely.    | Idő      | Hely.    | Idő        | Helyezés   |
| ------------------------------------------------------------ | ----------- | -------- | -------- | -------- | -------- | -------- | -------- | -------- | -------- | ---------- | ---------- |
| Inoue Maszanori Szuzuki Hirosi                               | Kettes      | 48,41    | 21.*     | 48,61    | 27.      | 48,58    | 24.      | 48,36    | 18.*     | 3:13,96    | 21.        |
| Miura Sindzsi Óisi Hiroaki                                   | Kettes      | 48,61    | 28.      | 48,70    | 28.      | 49,08    | 29.      | 48,70    | 24.*     | 3:15,09    | 29.        |
| Szuzuki Hirosi Miura Sindzsi Doigava Sindzsi Inoue Maszanori | Négyes      | 47,65    | 23.      | 47,46    | 21.      | 47,92    | 19.      | 48,14    | 19.      | 3:11,17    | 20.        |

* - egy másik csapattal azonos eredményt ért el

## Curling

### Női
- Kató Akiko
- Hajasi Jumie
- Onodera Ajumi
- Konaka Mika
- Isizaki Kotomi

#### Eredmények
Csoportkör
| Nemzet           | Szkip              | Klub          | Város                  | Gy | V |
| ---------------- | ------------------ | ------------- | ---------------------- | -- | - |
| Kanada           | Kelley Law         | Royal City CC | New Westminster        | 8  | 1 |
| Svájc            | Luzia Ebnöther     | CC Bern AAM   | Bern                   | 7  | 2 |
| Egyesült Államok | Kari Erickson      | Bemidji CC    | Bemidji                | 6  | 3 |
| Nagy-Britannia   | Rhona Martin       | Greenacres CC | Howwood                | 5  | 4 |
| Németország      | Nathalie Nessler   | SC Riessersee | Garmisch-Partenkirchen | 5  | 4 |
| Svédország       | Elisabet Gustafson | Umeå CC       | Umeå                   | 5  | 4 |
| Norvégia         | Dordi Nordby       | Snarøen CC    | Oslo                   | 4  | 5 |
| Japán            | Kató Akiko         | Tokoro CC     | Tokoro                 | 2  | 7 |
| Dánia            | Lene Bidstrup      | Hvidovre CC   | Hvidovre               | 2  | 7 |
| Oroszország      | Olga Zsarkova      | Moskvitch CC  | Moszkva                | 1  | 8 |

- február 12., 09:00

| Sheet A            | Sheet A                     | 1 | 2 | 3 | 4 | 5 | 6 | 7 | 8 | 9 | 10 | VE |
| 1. end utolsó köve | Japán (Kató)                | 0 | 1 | 0 | 2 | 3 | 0 | 0 | 0 | 1 | 0  | 7  |
|                    | Egyesült Államok (Erickson) | 0 | 0 | 1 | 0 | 0 | 3 | 1 | 1 | 0 | 2  | 8  |

- február 12., 19:00

| Sheet D            | Sheet D                 | 1 | 2 | 3 | 4 | 5 | 6 | 7 | 8 | 9 | 10 | VE |
| 1. end utolsó köve | Nagy-Britannia (Martin) | 2 | 1 | 0 | 2 | 1 | 2 | 1 | X | X | X  | 9  |
|                    | Japán (Kató)            | 0 | 0 | 1 | 0 | 0 | 0 | 0 | X | X | X  | 1  |

- február 13., 14:00

| Sheet B            | Sheet B              | 1 | 2 | 3 | 4 | 5 | 6 | 7 | 8 | 9 | 10 | VE |
| 1. end utolsó köve | Németország (Neßler) | 1 | 0 | 0 | 0 | 1 | 1 | 1 | 1 | 0 | 0  | 5  |
|                    | Japán (Kató)         | 0 | 1 | 0 | 0 | 0 | 0 | 0 | 0 | 1 | 1  | 3  |

- február 14., 09:00

| Sheet D            | Sheet D          | 1 | 2 | 3 | 4 | 5 | 6 | 7 | 8 | 9 | 10 | VE |
| 1. end utolsó köve | Japán (Kató)     | 1 | 0 | 1 | 0 | 1 | 1 | 0 | 0 | 2 | 1  | 7  |
|                    | Svájc (Ebnöther) | 0 | 1 | 0 | 2 | 0 | 0 | 2 | 3 | 0 | 0  | 8  |

- február 15., 14:00

| Sheet B            | Sheet B                | 1 | 2 | 3 | 4 | 5 | 6 | 7 | 8 | 9 | 10 | 11 | VE |
| 1. end utolsó köve | Japán (Kató)           | 0 | 1 | 0 | 0 | 3 | 0 | 1 | 1 | 0 | 1  | 0  | 7  |
|                    | Svédország (Gustafson) | 1 | 0 | 1 | 1 | 0 | 3 | 0 | 0 | 1 | 0  | 1  | 8  |

- február 16., 09:00

| Sheet A            | Sheet A      | 1 | 2 | 3 | 4 | 5 | 6 | 7 | 8 | 9 | 10 | VE |
|                    | Kanada (Law) | 0 | 2 | 0 | 2 | 1 | 0 | 0 | 2 | 2 | X  | 9  |
| 1. end utolsó köve | Japán (Kató) | 1 | 0 | 2 | 0 | 0 | 0 | 1 | 0 | 0 | X  | 4  |

- február 16., 19:00

| Sheet D            | Sheet D           | 1 | 2 | 3 | 4 | 5 | 6 | 7 | 8 | 9 | 10 | VE |
|                    | Japán (Kató)      | 0 | 0 | 1 | 0 | 0 | 1 | 0 | 0 | 2 | 1  | 5  |
| 1. end utolsó köve | Norvégia (Nordby) | 1 | 0 | 0 | 0 | 2 | 0 | 4 | 1 | 0 | 0  | 8  |

- február 17., 14:00

| Sheet C            | Sheet C                | 1 | 2 | 3 | 4 | 5 | 6 | 7 | 8 | 9 | 10 | VE |
| 1. end utolsó köve | Oroszország (Zsarkova) | 1 | 0 | 1 | 0 | 1 | 0 | 1 | 1 | 0 | 1  | 6  |
|                    | Japán (Kató)           | 0 | 2 | 0 | 2 | 0 | 2 | 0 | 0 | 1 | 0  | 7  |

- február 18., 19:00

| Sheet D            | Sheet D          | 1 | 2 | 3 | 4 | 5 | 6 | 7 | 8 | 9 | 10 | VE |
|                    | Dánia (Bidstrup) | 0 | 2 | 0 | 0 | 1 | 0 | 2 | 0 | 0 | 0  | 5  |
| 1. end utolsó köve | Japán (Kató)     | 2 | 0 | 0 | 2 | 0 | 1 | 0 | 0 | 0 | 1  | 6  |

| Csapat | Helyezés |
| ------ | -------- |
| Japán  | 8.       |

## Északi összetett
| Versenyző                                             | Versenyszám        | Síugrás | Síugrás | Síugrás    | Sífutás | Sífutás | Összesítés | Összesítés |
| Versenyző                                             | Versenyszám        | Pont    | Hely.   | Időhátrány | Idő     | Hely.   | Idő        | Helyezés   |
| ----------------------------------------------------- | ------------------ | ------- | ------- | ---------- | ------- | ------- | ---------- | ---------- |
| Ogivara Kendzsi                                       | Normálsánc + 15 km | 233,0   | 13.     | +2:53      | 38:52,6 | 11.     | 41:45,6    | 11.        |
| Ogivara Kendzsi                                       | Nagysánc + 7,5 km  | 93,5    | 34.     | +1:54      | 16:45,1 | 19.     | 18:39,1    | 33.        |
| Kobajasi Norihito                                     | Nagysánc + 7,5 km  | 101,1   | 24.*    | +1:25      | 16:39,6 | 15.     | 18:04,6    | 17.        |
| Mori Szatosi                                          | Normálsánc + 15 km | 221,5   | 22.*    | +3:50      | 40:50,6 | 33.     | 44:40,6    | 30.        |
| Mori Szatosi                                          | Nagysánc + 7,5 km  | 106,9   | 14.     | +1:03      | 17:22,0 | 31.     | 18:25,0    | 22.        |
| Takahasi Daito                                        | Normálsánc + 15 km | 243,5   | 6.      | +2:00      | 40:01,2 | 26.     | 42:01,2    | 12.        |
| Takahasi Daito                                        | Nagysánc + 7,5 km  | 114,4   | 4.      | +0:35      | 17:02,9 | 24.     | 17:37,9    | 6.         |
| Tomii Gen                                             | Normálsánc + 15 km | 234,5   | 12.     | +2:45      | 42:30,4 | 41.     | 45:15,4    | 33.        |
| Tomii Gen Ogivara Kendzsi Mori Szatosi Takahasi Daito | Csapat             | 901,0   | 4.      | +1:40      | 50:46,5 | 8.      | 52:26,5    | 8.         |

* - egy másik versenyzővel azonos eredményt ért el

## Gyorskorcsolya
Férfi
| Versenyző           | Versenyszám | 1. futam | 1. futam | 2. futam | 2. futam | Eredmény | Helyezés |
| Versenyző           | Versenyszám | Idő      | Hely.    | Idő      | Hely.    | Eredmény | Helyezés |
| ------------------- | ----------- | -------- | -------- | -------- | -------- | -------- | -------- |
| Horii Manabu        | 500 m       | 35,30    | 15.      | 35,02    | 15.      | 70,32    | 14.      |
| Horii Manabu        | 1000 m      |          |          |          |          | 1:09,50  | 22.      |
| Haneisi Kuniomi     | 500 m       | 35,15    | 13.      | 34,96    | 12.      | 70,11    | 12.      |
| Hirako Hiroki       | 5000 m      |          |          |          |          | 6:30,46  | 17.      |
| Imai Júszuke        | 1000 m      |          |          |          |          | 1:08,90  | 15.      |
| Imai Júszuke        | 1500 m      |          |          |          |          | 1:48,76  | 34.      |
| Itokava Tosihiko    | 5000 m      |          |          |          |          | 6:27,52  | 12.      |
| Itokava Tosihiko    | 10 000 m    |          |          |          |          | 13:31,96 | 11.      |
| Noake Hirojuki      | 1000 m      |          |          |          |          | 1:49,18~ | 44.      |
| Noake Hirojuki      | 1500 m      |          |          |          |          | 1:46,38  | 15.      |
| Sirahata Keidzsi    | 1500 m      |          |          |          |          | 1:47,78  | 25.      |
| Sirahata Keidzsi    | 5000 m      |          |          |          |          | 6:28,95  | 13.      |
| Sirahata Keidzsi    | 10 000 m    |          |          |          |          | 13:20,40 | 4.       |
| Nakadzsima Takaharu | 1500 m      |          |          |          |          | 1:47,64  | 23.      |
| Takeda Tojoki       | 500 m       | 35,00    | 8.*      | 34,81    | 6.*      | 69,81    | 8.       |
| Takeda Tojoki       | 1000 m      |          |          |          |          | 1:08,95  | 16.      |
| Simizu Hirojaszu    | 500 m       | 34,61    | 2.       | 34,65    | 2.       | 69,26    |          |

Női
| Versenyző       | Versenyszám | 1. futam | 1. futam | 2. futam | 2. futam | Eredmény      | Helyezés      |
| Versenyző       | Versenyszám | Idő      | Hely.    | Idő      | Hely.    | Eredmény      | Helyezés      |
| --------------- | ----------- | -------- | -------- | -------- | -------- | ------------- | ------------- |
| Nagaoka Jajoi   | 1500 m      |          |          |          |          | 1:59,93       | 24.           |
| Nemoto Nami     | 3000 m      |          |          |          |          | 4:11,92       | 18.           |
| Nemoto Nami     | 5000 m      |          |          |          |          | nem ért célba | nem ért célba |
| Obara Juri      | 1500 m      |          |          |          |          | 2:01,39       | 29.*          |
| Okazaki Tomomi  | 500 m       | 37,77    | 7.       | 37,87    | 6.*      | 75,64         | 6.            |
| Ószuga Szajuri  | 500 m       | 37,82    | 8.       | 38,60    | 16.      | 76,42         | 12.           |
| Ószuga Szajuri  | 1000 m      |          |          |          |          | 1:16,48       | 18.*          |
| Szanmija Eriko  | 500 m       | 38,25    | 12.      | 38,12    | 9.       | 76,37         | 11.           |
| Szanmija Eriko  | 1000 m      |          |          |          |          | 1:16,26       | 17.           |
| Szeo Eriko      | 3000 m      |          |          |          |          | 4:12,33       | 19.           |
| Tabata Maki     | 1000 m      |          |          |          |          | kizárták      | kizárták      |
| Tabata Maki     | 1500 m      |          |          |          |          | 1:56,35       | 9.            |
| Tabata Maki     | 3000 m      |          |          |          |          | 4:03,63       | 6.            |
| Tabata Maki     | 5000 m      |          |          |          |          | 7:06,32       | 8.            |
| Tonoike Aki     | 1000 m      |          |          |          |          | 1:14,64       | 7.            |
| Tonoike Aki     | 1500 m      |          |          |          |          | 1:57,97       | 14.           |
| Vatanabe Jukari | 500 m       | 37,98    | 9.       | 38,22    | 10.      | 76,20         | 9.            |

* - egy másik versenyzővel azonos eredményt ért el

~ - a futam során elesett

## Műkorcsolya
| Versenyző        | Versenyszám  | Rövid program     | Rövid program | Rövid program | Kűr               | Kűr   | Kűr         | Összesítés         | Összesítés |
| Versenyző        | Versenyszám  | Több. hely. száma | Hely.         | Hely. pont.   | Több. hely. száma | Hely. | Hely. pont. | Helyezési pontszám | Helyezés   |
| ---------------- | ------------ | ----------------- | ------------- | ------------- | ----------------- | ----- | ----------- | ------------------ | ---------- |
| Honda Takesi     | Férfi egyéni | 5×2+              | 2.            | 1,0           | 8×4+              | 4.    | 4,0         | 5,0                | 4.         |
| Takeucsi Joszuke | Férfi egyéni | 7×24+             | 24.           | 12,0          | 6×20+             | 20.   | 20,0        | 32,0               | 22.        |
| Szuguri Fumie    | Női egyéni   | 5×8+              | 7.            | 3,5           | 7×5+              | 5.    | 5,0         | 8,5                | 5.         |
| Onda Josie       | Női egyéni   | 6×19+             | 17.           | 8,5           | 5×13+             | 14.   | 14,0        | 22,5               | 17.        |

## Rövidpályás gyorskorcsolya
Férfi
| Versenyző                                                                  | Versenyszám  | Előfutam | Előfutam | Negyeddöntő | Negyeddöntő | Elődöntő | Elődöntő | B döntő  | B döntő | Döntő   | Döntő   | Helyezés |
| Versenyző                                                                  | Versenyszám  | Idő      | Hely.    | Idő         | Hely.       | Idő      | Hely.    | Idő      | Hely.   | Idő     | Hely.   | Helyezés |
| -------------------------------------------------------------------------- | ------------ | -------- | -------- | ----------- | ----------- | -------- | -------- | -------- | ------- | ------- | ------- | -------- |
| Nisitani Takafumi                                                          | 500 m        | 43,211   | 1.       | 42,535      | 3.          | kiesett  | kiesett  | kiesett  | kiesett | kiesett | kiesett | 8.       |
| Terao Szatoru                                                              | 500 m        | 42,334   | 2.       | 42,692      | 1.          | 1:05,790 | 3.       |          |         | 42,219  | 5.      | 5.       |
| Terao Szatoru                                                              | 1000 m       | 1:31,025 | 2.       | 1:28,241    | 2.          | kizárták | kizárták | kiesett  | kiesett | kiesett | kiesett | 12.      |
| Terao Szatoru                                                              | 1500 m       | 2:23,680 | 3.       |             |             | kizárták | kizárták | kiesett  | kiesett | kiesett | kiesett | 18.      |
| Tamura Naoja                                                               | 1000 m       | 1:28,867 | 1.       | 1:29,864    | 3.          | 1:27,751 | 4.       | 1:35,823 | 3.      |         |         | 7.       |
| Tamura Naoja                                                               | 1500 m       | 3:06,585 | 5.       |             |             | kiesett  | kiesett  | kiesett  | kiesett | kiesett | kiesett | 29.      |
| Nisitani Takafumi Terao Szatoru Sinohara Júgo Kodera Takehiro Tamura Naoja | 5000 m váltó |          |          |             |             | 6:50,925 | 3.       | 7:19,893 | 1.      |         |         | 5.       |

Női
| Versenyző                                                             | Versenyszám  | Előfutam | Előfutam | Negyeddöntő | Negyeddöntő | Elődöntő | Elődöntő | B döntő  | B döntő | Döntő    | Döntő   | Helyezés |
| Versenyző                                                             | Versenyszám  | Idő      | Hely.    | Idő         | Hely.       | Idő      | Hely.    | Idő      | Hely.   | Idő      | Hely.   | Helyezés |
| --------------------------------------------------------------------- | ------------ | -------- | -------- | ----------- | ----------- | -------- | -------- | -------- | ------- | -------- | ------- | -------- |
| Tanaka Csikage                                                        | 500 m        | 45,193   | 1.       | kizárták    | kizárták    | kiesett  | kiesett  | kiesett  | kiesett | kiesett  | kiesett | 12.      |
| Tanaka Csikage                                                        | 1000 m       | 1:42,332 | 1.       | 1:34,960    | 2.          | 1:38,269 | 3.       | 1:35,125 | 3.      |          |         | 7.       |
| Tanaka Csikage                                                        | 1500 m       | 2:29,202 | 1.       |             |             | 2:21,924 | 4.       | 2:31,479 | 2.      |          |         | 7.       |
| Kamino Juka                                                           | 500 m        | 45,933   | 4.       | kiesett     | kiesett     | kiesett  | kiesett  | kiesett  | kiesett | kiesett  | kiesett | 25.      |
| Kamino Juka                                                           | 1500 m       | 2:52,591 | 4.       |             |             | kiesett  | kiesett  | kiesett  | kiesett | kiesett  | kiesett | 20.      |
| Tesigavara Ikue                                                       | 1000 m       | 1:33,855 | 3.       | kiesett     | kiesett     | kiesett  | kiesett  | kiesett  | kiesett | kiesett  | kiesett | 17.      |
| Tanaka Csikage Kamino Juka Tesigavara Ikue Takata Acuko Jamada Nobuko | 3000 m váltó |          |          |             |             | 4:17,968 | 2.       |          |         | 4:21,107 | 4.      | 4.       |

## Síakrobatika
Ugrás
| Versenyző     | Versenyszám | Selejtező | Selejtező | Döntő   | Döntő    |
| Versenyző     | Versenyszám | Pont      | Helyezés  | Pont    | Helyezés |
| ------------- | ----------- | --------- | --------- | ------- | -------- |
| Nakanisi Taku | Férfi       | 162,89    | 20.       | kiesett | kiesett  |

Mogul
| Versenyző       | Versenyszám | Selejtező | Selejtező | Döntő   | Döntő    |
| Versenyző       | Versenyszám | Pont      | Helyezés  | Pont    | Helyezés |
| --------------- | ----------- | --------- | --------- | ------- | -------- |
| Noda Teppei     | Férfi       | 0,30      | 30.       | kiesett | kiesett  |
| Nakamoto Kacuja | Férfi       | 20,56     | 26.       | kiesett | kiesett  |
| Simojama Kenró  | Férfi       | 23,39     | 20.       | kiesett | kiesett  |
| Cukita Júgo     | Férfi       | 25,33     | 9.        | 15,81   | 16.      |
| Hatanaka Mijuki | Női         | 21,36     | 20.       | kiesett | kiesett  |
| Szatoja Tae     | Női         | 23,65     | 6.        | 24,85   |          |
| Uemura Aiko     | Női         | 23,82     | 4.        | 24,66   | 6.       |

## Sífutás
Férfi
| Versenyző                                                    | Versenyszám     | Selejtező | Selejtező | Negyeddöntő | Negyeddöntő | Elődöntő | Elődöntő | B döntő | B döntő | Döntő     | Döntő    |
| Versenyző                                                    | Versenyszám     | Idő       | Hely.     | Idő         | Hely.       | Idő      | Hely.    | Idő     | Hely.   | Idő       | Helyezés |
| ------------------------------------------------------------ | --------------- | --------- | --------- | ----------- | ----------- | -------- | -------- | ------- | ------- | --------- | -------- |
| Azegami Daicsi                                               | Sprint          | 3:01,47   | 38.       | kiesett     | kiesett     | kiesett  | kiesett  | kiesett | kiesett | kiesett   | 37.      |
| Ebiszava Kacuhito                                            | 15 km           |           |           |             |             |          |          |         |         | 41:51,4   | 50.      |
| Ebiszava Kacuhito                                            | 30 km           |           |           |             |             |          |          |         |         | 1:17:18,2 | 42.      |
| Ebiszava Kacuhito                                            | 50 km           |           |           |             |             |          |          |         |         | 2:21:05,3 | 38.      |
| Horigome Micuo                                               | 30 km           |           |           |             |             |          |          |         |         | 1:18:06,3 | 48.      |
| Imai Hirojuki                                                | 15 km           |           |           |             |             |          |          |         |         | 40:27,1   | 36.      |
| Imai Hirojuki                                                | 30 km           |           |           |             |             |          |          |         |         | 1:14:55,6 | 27.      |
| Imai Hirojuki                                                | 50 km           |           |           |             |             |          |          |         |         | 2:09:41,3 | 6.       |
| Kozu Maszaaki                                                | Sprint          | 3:05,90   | 47.*      | kiesett     | kiesett     | kiesett  | kiesett  | kiesett | kiesett | kiesett   | 46.      |
| Kozu Maszaaki                                                | 15 km           |           |           |             |             |          |          |         |         | 39:28,3   | 19.      |
| Kozu Maszaaki                                                | 30 km           |           |           |             |             |          |          |         |         | 1:15:32,4 | 30.      |
| Kozu Maszaaki                                                | 50 km           |           |           |             |             |          |          |         |         | 2:17:51,9 | 27.      |
| Kudó Hirosi                                                  | 15 km           |           |           |             |             |          |          |         |         | 40:29,9   | 38.      |
| Kudó Hirosi                                                  | 50 km           |           |           |             |             |          |          |         |         | 2:23:02,3 | 41.      |
| Kozu Maszaaki Imai Hirojuki Horigome Micuo Ebiszava Kacuhito | 4 × 10 km váltó |           |           |             |             |          |          |         |         | 1:37:50,5 | 12.      |

| Versenyző         | Versenyszám              | 10 km klasszikus | 10 km klasszikus | 10 km szabad | 10 km szabad | Helyezés |
| Versenyző         | Versenyszám              | Idő              | Hely.            | Időhátrány   | Idő          | Helyezés |
| ----------------- | ------------------------ | ---------------- | ---------------- | ------------ | ------------ | -------- |
| Ebiszava Kacuhito | 10 + 10 km üldözőverseny | 28:45,2          | 55.              | +2:38        | 27:14,3      | 49.      |
| Horigome Micuo    | 10 + 10 km üldözőverseny | 27:50,3          | 38.              | +1:43        | 25:30,5      | 33.      |
| Imai Hirojuki     | 10 + 10 km üldözőverseny | 27:42,6          | 36.              | +1:35        | 25:32,8      | 34.      |
| Kozu Maszaaki     | 10 + 10 km üldözőverseny | 27:37,6          | 34.              | +1:30        | 25:05,6      | 24.      |

Női
| Versenyző                                                | Versenyszám    | Selejtező | Selejtező | Negyeddöntő | Negyeddöntő | Elődöntő | Elődöntő | B döntő | B döntő | Döntő         | Döntő         |
| Versenyző                                                | Versenyszám    | Idő       | Hely.     | Idő         | Hely.       | Idő      | Hely.    | Idő     | Hely.   | Idő           | Helyezés      |
| -------------------------------------------------------- | -------------- | --------- | --------- | ----------- | ----------- | -------- | -------- | ------- | ------- | ------------- | ------------- |
| Fukuda Nobuko                                            | Sprint         | 3:28,38   | 39.       | kiesett     | kiesett     | kiesett  | kiesett  | kiesett | kiesett | kiesett       | 39.           |
| Fukuda Nobuko                                            | 15 km          |           |           |             |             |          |          |         |         | nem ért célba | nem ért célba |
| Furuszava Midori                                         | 15 km          |           |           |             |             |          |          |         |         | 44:41,8       | 42.           |
| Furuszava Midori                                         | 30 km          |           |           |             |             |          |          |         |         | 1:45:50,0     | 36.           |
| Goto Kanok                                               | 10 km          |           |           |             |             |          |          |         |         | 30:36,6       | 32.           |
| Goto Kanok                                               | 15 km          |           |           |             |             |          |          |         |         | 42:50,4       | 27.           |
| Nacumi Madoka                                            | Sprint         | 3:18,78   | 16.       | 3:17,5      | 3.          | kiesett  | kiesett  | kiesett | kiesett | kiesett       | 12.           |
| Nacumi Madoka                                            | 10 km          |           |           |             |             |          |          |         |         | 31:54,1       | 47.           |
| Nacumi Madoka                                            | 30 km          |           |           |             |             |          |          |         |         | 1:41:06,0     | 26.           |
| Otaka Tomomi                                             | Sprint         | 3:34,14   | 47.       | kiesett     | kiesett     | kiesett  | kiesett  | kiesett | kiesett | kiesett       | 47.           |
| Otaka Tomomi                                             | 10 km          |           |           |             |             |          |          |         |         | 32:27,9       | 48.           |
| Otaka Tomomi                                             | 30 km          |           |           |             |             |          |          |         |         | 1:50:00,3     | 43.           |
| Jokojama Szumiko                                         | 10 km          |           |           |             |             |          |          |         |         | 30:32,3       | 31.           |
| Jokojama Szumiko                                         | 15 km          |           |           |             |             |          |          |         |         | 42:16,2       | 22.           |
| Jokojama Szumiko                                         | 30 km          |           |           |             |             |          |          |         |         | 1:39:48,8     | 21.           |
| Goto Kanoko Nacumi Madoka Fukuda Nobuko Jokojama Szumiko | 4 × 5 km váltó |           |           |             |             |          |          |         |         | 51:35,7       | 10.           |

| Versenyző        | Versenyszám            | 5 km klasszikus | 5 km klasszikus | 5 km szabad | 5 km szabad | Helyezés |
| Versenyző        | Versenyszám            | Idő             | Hely.           | Időhátrány  | Idő         | Helyezés |
| ---------------- | ---------------------- | --------------- | --------------- | ----------- | ----------- | -------- |
| Nobuko Fukuda    | 5 + 5 km üldözőverseny | 14:31,6         | 50.             | kiesett     | kiesett     | kiesett  |
| Goto Kanoko      | 5 + 5 km üldözőverseny | 14:16,1         | 38.             | +1:17       | 13:37,4     | 38.      |
| Nacumi Madoka    | 5 + 5 km üldözőverseny | 14:51,4         | 59.             | kiesett     | kiesett     | kiesett  |
| Jokojama Szumiko | 5 + 5 km üldözőverseny | 14:22,4         | 44.             | +1:23       | 13:25,1     | 27.      |

* - egy másik versenyzővel azonos eredményt ért el

## Síugrás
| Versenyző                                                        | Versenyszám | Selejtező | Selejtező | 1. ugrás | 1. ugrás | 2. ugrás | 2. ugrás | Összesítés | Összesítés |
| Versenyző                                                        | Versenyszám | Pont      | Hely.     | Pont     | Hely.    | Pont     | Hely.    | Pont       | Helyezés   |
| ---------------------------------------------------------------- | ----------- | --------- | --------- | -------- | -------- | -------- | -------- | ---------- | ---------- |
| Kaszai Noriaki                                                   | Normálsánc  | 101,5     | 29.*      | 83,0     | 49.      | kiesett  | kiesett  | kiesett    | kiesett    |
| Kaszai Noriaki                                                   | Nagysánc    | 101,9     | 14.       | 97,5     | 41.      | kiesett  | kiesett  | kiesett    | kiesett    |
| Jamada Hiroki                                                    | Normálsánc  | 103,0     | 28.       | 109,5    | 33.      | kiesett  | kiesett  | kiesett    | kiesett    |
| Harada Maszahiko                                                 | Normálsánc  | 114,5     | 11.*      | 117,5    | 14.*     | 114,5    | 24.*     | 232,0      | 20.*       |
| Harada Maszahiko                                                 | Nagysánc    | 116,1     | 2.        | 115,1    | 20.      | 107,7    | 21.*     | 222,8      | 20.        |
| Funaki Kazujosi                                                  | Normálsánc  |           |           | 119,5    | 10.      | 123,5    | 10.      | 243,0      | 9.         |
| Funaki Kazujosi                                                  | Nagysánc    |           |           | 128,7    | 5.       | 116,8    | 9.       | 245,5      | 7.         |
| Mijahira Hideharu                                                | Nagysánc    | 97,7      | 19.       | 108,6    | 29.*     | 106,8    | 23.      | 215,4      | 24.        |
| Harada Maszahiko Jamada Hiroki Mijahira Hideharu Funaki Kazujosi | Csapat      |           |           | 465,5    | 5.       | 460,5    | 4.       | 926,0      | 5.         |

* - egy másik versenyzővel azonos eredményt ért el

## Snowboard
Halfpipe
| Versenyző         | Versenyszám | 1. selejtező | 1. selejtező | 2. selejtező | 2. selejtező | Döntő      | Döntő      | Döntő   | Helyezés |
| Versenyző         | Versenyszám | Pont         | Hely.        | Pont         | Hely.        | 1. forduló | 2. forduló | Hely.   | Helyezés |
| ----------------- | ----------- | ------------ | ------------ | ------------ | ------------ | ---------- | ---------- | ------- | -------- |
| Mijavaki Kentaró  | Férfi       | 13,6         | 31.          | 27,0         | 23.          | kiesett    | kiesett    | kiesett | 29.      |
| Murakami Daiszuke | Férfi       | 19,4         | 27.          | 32,7         | 13.          | kiesett    | kiesett    | kiesett | 19.      |
| Nakai Takaharu    | Férfi       | 38,3         | 6.           |              |              | 38,3       | 40,7       | 5.      | 5.       |
| Mori Nagako       | Női         | 14,4         | 21.          | 13,0         | 16.          | kiesett    | kiesett    | kiesett | 22.      |
| Josikava Juri     | Női         | 17,7         | 19.          | 21,8         | 14.          | kiesett    | kiesett    | kiesett | 20.      |
| Mijake Jóko       | Női         | 24,5         | 14.          | 35,4         | 5.           | 23,5       | 33,7       | 8.      | 8.       |
| Hasimoto Micsijo  | Női         | 27,0         | 12.          | 38,0         | 3.           | 26,6       | 26,0       | 12.     | 12.      |

Parallel giant slalom
| Versenyző       | Versenyszám | Selejtező | Selejtező | Nyolcaddöntő                       | Negyeddöntő       | Elődöntő          | Döntő             | Helyezés |
| Versenyző       | Versenyszám | Idő       | Hely.     | Ellenfél Eredmény                  | Ellenfél Eredmény | Ellenfél Eredmény | Ellenfél Eredmény | Helyezés |
| --------------- | ----------- | --------- | --------- | ---------------------------------- | ----------------- | ----------------- | ----------------- | -------- |
| Takeucsi Tomoka | Női         | 43,76     | 22.       | kiesett                            | kiesett           | kiesett           | kiesett           | 22.      |
| Iida Ran        | Női         | 43,06     | 16.       | Maria Kirchgasser (AUT) · kizárták | kiesett           | kiesett           | kiesett           | 16.      |

## Szánkó
| Versenyző                     | Versenyszám | 1. futam      | 1. futam      | 2. futam | 2. futam | 3. futam | 3. futam | 4. futam | 4. futam | Összesítés | Összesítés |
| Versenyző                     | Versenyszám | Idő           | Hely.         | Idő      | Hely.    | Idő      | Hely.    | Idő      | Hely.    | Idő        | Helyezés   |
| ----------------------------- | ----------- | ------------- | ------------- | -------- | -------- | -------- | -------- | -------- | -------- | ---------- | ---------- |
| Usidzsima Sigeaki             | Férfi egyes | 45,905        | 29.           | 45,260   | 24.      | 45,283   | 27.      | 45,651   | 28.      | 3:02,099   | 27.        |
| Kobajasi Jumie                | Női egyes   | 44,192        | 19.           | 44,107   | 23.      | 44,149   | 24.      | 44,215   | 23.      | 2:56,663   | 25.        |
| Ogucsi Takahisza Takahasi Kei | Kettes      | nem ért célba | nem ért célba | kiesett  | kiesett  |          |          |          |          | kiesett    | kiesett    |

## Szkeleton
| Versenyző     | Versenyszám | 1. futam | 1. futam | 2. futam | 2. futam | Összesítés | Összesítés |
| Versenyző     | Versenyszám | Idő      | Hely.    | Idő      | Hely.    | Idő        | Helyezés   |
| ------------- | ----------- | -------- | -------- | -------- | -------- | ---------- | ---------- |
| Inada Maszaru | Férfi       | 52,05    | 16.      | 51,93    | 16.      | 1:43,98    | 18.        |
| Kosi Kazuhiro | Férfi       | 51,50    | 6.       | 51,52    | 10.      | 1:43,02    | 8.         |
| Nakajama Eiko | Női         | 54,00    | 12.      | 54,72    | 12.      | 1:48,72    | 12.        |